# Angelo Cardona
Pour les articles homonymes, voir Cardona (homonymie).
Angelo Cardona (né en 1997) est un militant colombien pour la paix et le désarmement. Est un fonctionnaire international qui est actuellement le Représentant pour l'Amérique latine du Bureau international de la paix (BIP). Co-président de Alliance ibéro-américaine pour la paix  et Ambassadeur de la paix mondiale de la chaîne de la paix mondiale,,. Cardona a dénoncé la violation des droits de l'homme que vit son pays dans différents scénarios de prise de décision internationaux tels que le Parlement européen, Parlement allemand, le Parlement britannique, le Congrès de la République de Colombie, le Sénat de la Nation argentine et l'Organisation des Nations unies.
Son travail pour la paix, les droits de l'homme et le désarmement lui a valu plusieurs prix internationaux, dont le prix Inspirational Icon Award aux 21st Century Icon Awards,,,, et le prix honorant Diana, princesse de Galles - The Diana Award.

## Activisme
En 2017, Cardona a commencé son activisme pour la défense de la Juridiction spéciale de paix (JEP) lorsque le parti du Centre démocratique colombien a commencé à proposer des changements au JEP. Ce qui le conduit à fonder, avec d'autres leaders du pacifisme en Colombie, le mouvement national 'Sí a la JEP', un mouvement qui se bat pour protéger le JEP des rues et le Congrès de la République de Colombie,. Il est membre du Defendamos la Paz (français: Défendons la paix) ,, Le mouvement citoyen colombien pour la paix travaillant à la mise en œuvre de l' Accord de paix colombien En 2018, il a été invité par le groupe d'Amnesty International à Berlin pour partager l'état de la mise en œuvre de l'Accord de paix et la situation des droits humains dans son pays.

### Organisation des Nations Unies
Cardona fait partie de la jeunesse pour le désarmement du Bureau des affaires de désarmement des Nations unies (anglais, UNODA) créé en 2019 dans le but de promouvoir la participation inclusive des jeunes dans le domaine du désarmement et de la non-prolifération sur la base du mandat de la résolution 74/64 de l'Assemblée générale des Nations unies. Il a été l'un des gagnants de l'initiative «75 mots pour le désarmement» organisée par les Nations unies pour commémorer le 75e anniversaire de l'ONU et le bombardement d'Hiroshima et de Nagasaki,,,,.

### Bureau international de la paix
En 2016, à 19 ans, il devient membre du International Peace Bureau,, et a été invité à participer au Congrès mondial du BIP «Désarmer pour un climat de paix» du 30 septembre au 2 octobre 2016 à Berlin, en Allemagne,,. Là-bas, avec d'autres jeunes de 25 pays qui ont participé au congrès, il a fondé le International Peace Bureau Youth Network (IPBYN),.
En 2018, le Réseau des jeunes de l'IPB a commencé à préparer des pré-conférences pour les jeunes de différents pays du monde,, avant sa conférence mondiale de la jeunesse «Transform» à Berlin, 2019; où Cardona est l'un des orateurs. Cette année-là, il a rencontré le pianiste argentin et président de Humanity United for Universal Demilitarization (HUFUD), Alberto Portugheis, avec qui il a organisé la première pré-conférence IPBYN en Europe,,. Cardona a donné sa conférence intitulée `` l'ombre cachée de la guerre '',dans lequel il a parlé des affaires de war et son impact sur la mise en œuvre du peace agreement dans son pays, et l'avancement des efforts de paix dans différentes régions du world.
En 2019, Cardona a été nommée membre du conseil de la Bureau international de la paix.

### Campagne mondiale contre les dépenses militaires
Cardona fait également partie du Groupe de pilotage international de la Campagne mondiale contre les dépenses militaires (GCOMS). La campagne lancée en décembre 2014 par l'IPB , dans le but de sensibiliser et de changer le discours sur military spending commence à se développer à l'international, elle compte actuellement plus de 100 organisations dans 35 pays. Dans le cadre de la campagne, l'IPB propose le 12 avril, comme Journées mondiales d'action sur les dépenses militaires (GDAMS),.
Le 26 avril 2021, Angelo et 33 membres du Congrès colombiens ont demandé par lettre au président de la République de Colombie, Iván Duque, qu'un milliard de pesos serait alloué du secteur de la défense au secteur de la santé. Cardona a également demandé au gouvernement de s'abstenir d'acheter 24 avions de combat qui coûteraient 4,5 milliards de dollars,. Selon lui, avec cet argent, le gouvernement pourrait acheter au moins 300 000 vaccins contre Covid-19 et renforcer le système de santé dans le pays,,. Le 4 mai 2021, au milieu de violentes manifestations déclenchées en Colombie à la suite de la proposition de nouvelle réforme fiscale le nouveau ministre des Finances, José Manuel Restrepo, a annoncé que le gouvernement se conformerait à la demande de Cardona de s'abstenir d'acheter les avions de guerre,.

### Alliance ibéro-américaine pour la paix
Le Groupe des jeunes du Bureau international de la paix a commencé à préparer en 2018 une série de pré-conférences des jeunes pour la paix dans le monde, qui se termineraient par la conférence mondiale, `` Transformez! Vers une culture de la paix '' à Berlin, 2019. Afin que le groupe de jeunes organise ses conférences en Amérique latine avec un nom en espagnol, Cardona a fondé le Réseau des jeunes d'Amérique latine pour la paix, avec les membres de l'IPBYN en Amérique latine. Le réseau est lancé lors de la première pré-conférence IPBYN, le 25 avril 2018 à Medellín, en Colombie, lors du `` II Congrès international de la science et de l'éducation pour le développement et la paix '', à l'Université d'Antioquia. Plus tard, le Réseau latino-américain des jeunes pour la paix, organise la deuxième pré-conférence, le 3 juillet 2018, au Sénat de la nation argentine, lors du congrès international ``Parlons de la paix ''. Le Réseau latino-américain a tenu sa troisième pré-conférence, le 9 octobre 2018, cette fois sur le campus Tecnológico de Monterrey à Mexico. En 2020, Cardona et les membres du Groupe des jeunes de l'IPB en Amérique latine ont décidé de changer leur nom en Alliance ibéro-américaine pour la paix (AIPP), dans le but d'étendre leur travail dans la région d'Amérique latine.

### L'humanité unie pour la démilitarisation universelle
En raison de l'intensification du meurtre de dirigeants sociaux et de promoteurs de l'Accord de paix en Colombie. Cardona, s'installe à Londres en 2018, là-bas, il devient vice-président de l'organisation britannique Humanity United for Universal Demilitarization,,.

## Distinctions
- 2019, Cardona et Asha de Vos, étaient les co-récipiendaires du 21st Century Icon Awards - Inspirational Icon Award [7],[8]
- 2020, 75 Words for Disarmament Award de le Bureau des affaires de désarmement[15]
- 2021, Prix honorant Diana, princesse de Galles - The Diana Award[10].

## Voir également
- Conflit colombien
- Bureau international de la paix
- Liste des militants pour la paix